# Alexandre-André de Gonzaga-Mantova
Alexandre-André, dit « de Gonzaga-Mantova-Castiglione », prétendu prince de Gonzague et de Castiglione, duc de Mantoue, de Guastalla, de Pozzoli, de Solferino, marquis de Luzzara, comte d’Alessanno de Murzynowski et baron de Neustadt, est un réfugié polonais, escroc et usurpateur, actif en France et en Angleterre dans les années 1840. Son véritable nom de famille n'est pas connu.
Se faisant passer pour le représentant d'une grande famille princière (en réalité éteinte en 1740), il se fait notamment connaître à Paris dans les années 1840 pour la vente de faux ordres de chevalerie (ordre de la Rédemption, ordre du Mérite du Dévouement) moyennant le paiement d'importants « frais de chancellerie »,.
Parmi ses victimes figure notamment l'ingénieur Brutus Villeroi, inventeur du sous-marin.
Malgré un procès et une condamnation à Paris en 1853, il semble avoir poursuivi ses activités après cette date.

## Publications
À l'appui de ses prétentions, il fait paraître plusieurs brochures pseudo-historiques attribuées au « marquis Alexandre de Villamora », notamment : 
- Notice historique des ordres de chevalerie appartenant à la maison royale des princes de Gonzaga... par le marquis Alexandre de Villamora, Paris, 1863.
- Sulla famiglia dei principi Gonzaga di Mantova: Confutazione dell' opera del Conte Pompeo Litta, Naples, 1867.